# Autoserica nigromicans
Autoserica nigromicans är en skalbaggsart som beskrevs av Frey 1973. Autoserica nigromicans ingår i släktet Autoserica och familjen Melolonthidae. Inga underarter finns listade.